# Igor Jovanović (calciatore)
Igor Jovanović (Zagabria, 3 maggio 1989) è un calciatore croato naturalizzato tedesco, difensore svincolato.

## Carriera
Il 1º luglio 2018 viene acquistato a titolo definitivo dalla squadra rumena del Sepsi.